# Warnow (bei Bützow)
Warnow település Németországban, Mecklenburg-Elő-Pomeránia tartományban. Lakosainak száma 910 fő (2023. december 31.).

## Népesség
A település népességének változása:
| Lakosok száma | 911  | 907  | 883  | 898  | 910  |
|               | 2017 | 2019 | 2021 | 2022 | 2023 |